# Singakademie zu Glogau
Die Singakademie zu Glogau war ein sinfonischer Chor und ein bedeutender Konzertchor im niederschlesischen Glogau (seit 1945 Głogów). Er ist 1849 hervorgegangen aus dem Gesangverein zu Glogau und wurde am 14. Februar 1850 gegründet. Ab 1854 nannte er sich Singakademie zu Glogau. Angeschlossen war seit 1855 ein Orchesterverein.

## Geschichte
Seit dem Mittelalter lässt sich in Glogau ein reiches Kultur- und Musikleben nachweisen. Bereits Anfang des 15. Jahrhunderts war es nach Breslau und Sagan auf dem Gebiet der Liturgie ein bedeutendes Musikzentrum. Spätestens 1480 entstand das sogenannte Glogauer Liederbuch, das nach einer Eintragung auf der Deckelinnenseite im Besitz des Glogauer Kollegiatstifts war (Catalogo Ecclesiae Colleg. Glogoviae Maj. inscriptus). Während der Barockzeit entstanden zahlreiche Vertonungen von Texten des in Glogau geborenen Andreas Gryphius. Im 18. Jahrhundert verfasste der in Glogau, Schlawa und Breslau tätige Pfarrer Ignaz Franz zahlreiche Kirchenliedtexte. Verdienste um die Pflege des Musiklebens erwarb sich auch der Glogauer Musikverlag Günther.
Die Chorkonzerte der Singakademie fanden entweder in der Kirche „Zum Schifflein Christi“ oder im Glogauer Stadttheater statt. Nach 1908 auch im evangelischen Gemeindesaal, der 600 Zuhörer fasste.
Aufgeführt wurden u. a.
- Johannes Brahms: Ein deutsches Requiem (1877)
- Felix Mendelssohn Bartholdy: Oratorien Elias und Paulus
- Joseph Haydn: Oratorien Die Schöpfung und Die Jahreszeiten
- Franz Liszt: Oratorium Legende von der hl. Elisabeth

Besondere Verdienste um die Singakademie erwarb sich der musikalische Leiter Julius Lorenz, der 1895–1911 in New York wirkte. Während seines zweiten Glogauer Dirigats wurde u. a. Beethovens 9. Sinfonie aufgeführt.
Das begleitende Orchester bestand bis zum Ersten Weltkrieg vorwiegend aus Militärmusikern. Danach übernahm bis in den Zweiten Weltkrieg hinein der Orchester-Verein diese Aufgabe. Zu einer Wiederbegründung nach dem Zweiten Weltkrieg kam es nicht.
1925 beteiligte sich die Singakademie am 19. Schlesischen Musikfest in Görlitz.

## Die Dirigenten und ihre Amtszeit
- Kantor Knoblauch, 1849–1850
- Kantor Rücker, 1849–1850
- Max Fleischer, 1850–1853
- Ludwig Meinardus, 1853–1865[3]
- Felix Voretzsch, 1865–1868
- Ferdinand Thieriot, 1868–1870
- Julius Kniese, 1871–1875
- Ludwig Heidingsfeld, 1875–1884
- Otto Droenenwolff, 1876–1878
- Julius Lorenz (* 1. Oktober 1862 in Hannover; † 1. Oktober 1924 in Glogau), 1884–1895
- Wilhelm Niessen, 1895–?
- Rudolf Volkmann, 1913–?[4]
- Fritz Müller-Rehrmann, 1919–1921[5]
- Joseph Haas, 1919–1921[6]
- Julius Lorenz, 1921–1924?